# هاشکووتسووا لهوتا
هاشکووتسووا لهوتا (به چکی: Haškovcova Lhota) یک منطقهٔ مسکونی در جمهوری چک است که در منطقه تابور واقع شده‌است.
 هاشکووتسووا لهوتا ۳٫۰۳ کیلومتر مربع مساحت و ۷۴ نفر جمعیت دارد و ۴۱۷ متر بالاتر از سطح دریا واقع شده‌است.